# Delothraupis
Delothraupis was een monotypisch geslacht van zangvogels uit de familie Thraupidae (tangaren):
- Delothraupis castaneoventris synoniem: Dubusia castaneoventris - bruinbuikbergtangare.